# Miloš Sluga
Miloš Sluga, (17. maj 1949) ki ga soigralci prepoznajo pod psevdonimom Miško, je svojo hokejsko pot začel na ljubljanskem ledu leta 1960/61 v hokejski šoli Zbyneka Kune. Do leta 1966 je branil v vrstah pionirjev in mladicev HK Olimpija. Po odsluženem vojaškem roku je dve sezoni nastopal za moštvo Prevoje v slovenski ligi in ob ustanovitvi ekipe Tivoli v sezoni 1973/74 prestopil v Tivoli. Tam je ostal do sezone 1980/81, potem pa se je od aktivnega igranja hokeja na ledu poslovil, a ne umaknil. Tri sezone je sodil hokejske tekme v slovenskih ligah in kot linijski sodnik tudi v Alpski ligi. Leta 1988 pa se je spet vrnil na led med rekreativce in veterane in tam deluje še vedno. Leta 1990 je bil na njegovo iniciativo ustanovljen veteranski hokejski klub TRIM Hokej klub, ki je "divjo ligo" v Ljubljani preuredilo v ljubljansko ligaško tekmovanje veteranov in rekreativcev z imenom nočna hokejska liga (nhl). Na tem področju je zbiral izkušnje doma in v tujini, kjer se je z ekipami srečeval v raznih veteranskih tekmovanjih in tako širil obzorja za ta segment aktivnega preživljanja prostega časa ljubiteljev hokeja na ledu. Njegovo dolgoletno delo je bilo prepoznano tako doma že leta 1999 je prejel Nagrado Marjana Rožanca in leta 2007  tudi plaketo  športne zveze Ljubljana, leta 2008 je bil sprejet v Slovenski hokejski hram slavnih. Podobno priznanje pa je prejel tudi v tujini leta 2008 na veteranskem svetovnem pokalu za veterane v Quebecu je bil sprejet v Hockey Hall of fame CARHA Canada (http://www.carhahockey.ca/UserFiles/File/Miscellaneous/Hall%20of%20Fame%20Inductees.pdf) v kategoriji mednarodnih prijateljev. Leta 2014 je s prijatelji iz Latvije, Norveške, Švedske in Rusije v Rigi pripomogel k ustanovitvi EUROHA, Evropske rekreativne in veteranske zveze http://www.euroha.eu/, ki pa zaradi nasprotovanja IIHF mednarodne hokejske zveze še vedno svojega dela ne opravlja tako, kot so si zaželeli ustanovitelji.